# Mistrzostwa Świata Par na Żużlu 1988
Mistrzostwa Świata Par 1988 – dziewiętnasta edycja w historii na żużlu. Wygrała para duńska – Erik Gundersen i Hans Nielsen.

## Półfinały

### Pierwszy półfinał
- 23 maja 1988 r. (poniedziałek),  Abensberg
- Awans: 4

| Miejsce | Kraje          | Suma | Zawodnicy                        | Pkt.  | Pkt bieg. |
| ------- | -------------- | ---- | -------------------------------- | ----- | --------- |
| 1       | Dania          | 45   | Hans Nielsen Erik Gundersen      | 23 22 | bd.       |
| 2       | Nowa Zelandia  | 41   | Mitch Shirra David Bargh         | 24 17 | bd.       |
| 3       | RFN            | 40   | Gerd Riss Karl Maier             | 25 15 | bd.       |
| 4       | Polska         | 34   | Piotr Świst Roman Jankowski      | 19 15 | bd.       |
| 5       | Czechosłowacja | 31   | Roman Matoušek Antonín Kasper    | 17 14 | bd.       |
| 6       | Finlandia      | 31   | Kai Niemi Olli Tyrväinen         | 19 10 | bd.       |
| 7       | Bułgaria       | 18   | Nikołaj Manew Angel Eftimov      | 9     | bd.       |
| 8       | Norwegia       | 16   | Tor Einar Hielm Ingvar Skogland  | 16 10 | bd.       |
| 9       | Holandia       | 15   | Robert Jan Munnecom Rene Elzinga | 8 7   | bd.       |

### Drugi półfinał
- 30 maja 1988 r. (poniedziałek),  Wiener Neustadt
- Awans: 4

| Miejsce | Kraje             | Suma | Zawodnicy                             | Pkt.  | Pkt bieg. |
| ------- | ----------------- | ---- | ------------------------------------- | ----- | --------- |
| 1       | Stany Zjednoczone | 50   | Shawn Moran Sam Ermolenko             | 25    | bd.       |
| 2       | Szwecja           | 43   | Per Jonsson Jimmy Nilsen              | 25 18 | bd.       |
| 3       | Węgry             | 40   | Zoltan Adorjan Antal Kócsó            | 23 17 | bd.       |
| 4       | Włochy            | 37   | Paolo Salvatelli Valentino Furlanetto | 22 15 | bd.       |
| 5       | Austria           | 32   | Heinrich Schatzer Toni Pilotto        | 20 12 | bd.       |
| 6       | Australia         | 22   | Steve Regeling Steve Baker            | 12 10 | bd.       |
| 7       | Francja           | 14   | Patrice Blondy Alain Blondy           | 11 3  | bd.       |
| 8       | Belgia            | 10   | Geert Cools Frans Cools               | 8 2   | bd.       |
| 9       | Jugosławia        | 4    | Lazar Csaba Artur Horvat              | 3 1   | bd.       |

## Finał
- 31 lipca 1988 r. (niedziela),  Bradford

| Miejsce | Kraje             | Suma | Zawodnicy                             | Pkt.  | Pkt bieg.                   |
| ------- | ----------------- | ---- | ------------------------------------- | ----- | --------------------------- |
| 1       | Dania             | 45   | Hans Nielsen Erik Gundersen           | 27 18 | (5,5,4,5,4,4) (0,1,5,2,5,5) |
| 2       | Anglia            | 41   | Kelvin Tatum Simon Wigg               | 21 20 | (3,5,5,5,3,0) (2,3,4,4,4,3) |
| 3       | Stany Zjednoczone | 39   | Shawn Moran Sam Ermolenko             | 23 16 | (4,4,4,4,5,2) (1,5,1,5,3,1) |
| 4       | Nowa Zelandia     | 32   | Mitch Shirra Alan Rivett              | 24 8  | (4,4,3,3,5,5) (1,0,1,2,2,2) |
| 5       | Szwecja           | 29   | Jimmy Nilsen Per Jonsson              | 17 12 | (5,1,5,3,2,0) (1,2,3,0,1,3) |
| 6       | Węgry             | 25   | Antal Kócsó Zoltan Adorjan            | 15 10 | (2,4,0,1,4,4) (1,2,3,0,1,3) |
| 7       | Włochy            | 21   | Armando Castagna Valentino Furlanetto | 14 4  | (4,1,2,2,3,5) (0,3,0,0,0,1) |
| 8       | RFN               | 21   | Gerd Riss Tommy Dunker                | 17 4  | (2,3,3,3,2,4) (3,0,0,1,0,0) |
| 9       | Polska            | 17   | Piotr Świst Roman Jankowski           | 9 8   | (0,2,2,1,1,3) (5,0,1,0,0,2) |